# Rupert, Rege romano-german
Rupert, cunoscut și ca Rupert al Palatinatului, aparținând Casei de Wittelsbach,  (n. 5 mai 1352, Amberg, Bavaria, Germania – d. 18 mai 1410, Cetatea Landskron⁠(d), Renania-Palatinat, Germania) a fost contele palatin al Rinului între 1398 și 1410 ca Rupert al III-lea și rege romano-german între 1400 și 1410.
La începutul secolului al XV-lea Sfântul Imperiu Roman s-a aflat într-o gravă criză. În 1400 Rupert împreună cu alți trei principi electori renani, l-au detronat pe Venceslau de Luxemburg, regele romano-german devenit din ce în ce mai nepopular. Apoi Rupert a fost ales rege. Perioada sa de domnie a fost marcată de scăderea capacității curții regale de a se adapta necesităților timpului și de permanente probleme financiare. Incursiunea în Italia planificată pentru a fi încoronat de papă, s-a încheiat cu un fiasco. Rupert a rămas fără coroana imperială și nici nu a putut recâștiga pentru imperiu Ducatul de Milano. Distrus financiar, s-a întors în Palatinatul Elector al Rinului și a încercat să compenseze deficitul de legitimitate al regalității sale cu simboluri reprezentative cum ar fi un loc de înmormântare regal, un sigiliul regal și o monedă propriei.

Palatinatul Elector al Rinului în 1329 (fără Palatinatul Superior)

Rupert a fost singurul rege medieval din Heidelberg. El a reușit să extindă teritoriul Palatinatului Elector și în timpul domniei lui Heidelberg a dobândit pentru scurt timp caracterul de capitală a imperiului. Cu Biserica Sfântului Duh din Heidelberg, Rupert a creat un loc de înmormântare și de comemorare potrivit statutului său, pe care familia Wittelsbach din regiunea renană l-a folosit drept loc de înmormântare până în secolul al XVII-lea. Împărțirea puterii și a teritoriului familiei între cei patru fii ai săi, a asigurat supraviețuirea dinastică a liniei palatine de Wittelsbach. Toți membrii familiei Wittelsbach de astăzi sunt descendenți ai regelui Rupert. Mulți istorici îl consideră regele romano-german cu cea mai mică rază politică de acțiune și cu cel mai mic spațiu de manevră. Totuși, cercetări recente care iau în considerare amplele proiecte de căsătorie și de alianțe, precum și evoluția sa ulterioară în sfera administrativă și politică, pun la îndoială aprecierea lui Rupert ca fiind un rege care a eșuat.

## Biografie

### Origine
Rupert provenea din familia Wittelsbach, menționată pentru prima dată în sursele istorice la mijlocul secolului al XI-lea. Puțin înainte de 1050 este menționat în documentele diecezei de Freising un „conte Otto de Scheyern” considerat a fi strămoșul familiei Wittelsbach. Comitatul său cu cetatea din Scheyern era situat între Augsburg și Ingolstadt. Fiul său, Otto al II-lea, și-a extins stăpânirea prin unirea domeniilor unor biserici și mănăstiri (cele din Freising, Weihenstephan, Ilmmünster, Eisenhofen) administrate de un Vogt fără a fi necesar să exercite drepturi de proprietate asupra acelor domenii. Familia Wittelsbach a fost susținătoarea împăratului Frederic Barbarossa care l-a ridicat pe Otto I de Wittelsbach la rangul de Duce de Bavaria în 1180 pentru loialitatea sa.
În 1214 familia Wittelsbach a crescut în ierarhia imperiului când Frederic al II-lea de Hohenstaufen l-a ridicat pe ducele Ludovic I de Bavaria la rangul de Conte Palatin al Rinului. Astfel dinastia Wittelsbach, susținătoare loială a familiei Staufer, a primit încă un principat imperial important după ducatul Bavariei.
Prin Tratatul de la Pavia din 1329, împăratul Ludovic al IV-lea Bavarezul și nepoții săi din Palatinatul Rinului au convenit să separe guvernarea Palatinatului de cea a Bavariei și au stabilit că în cazul în care una dintre ramurile familiei dispărea, urma să se aplice moștenirea reciprocă. Prin urmare cele două ramuri ale familiei au devenit independente una de cealaltă având fiecare propria sferă de guvernare. Bula de Aur din 1356 emisă de împăratul Carol al IV-lea a acordat contelui palatin o poziție proeminentă printre principii electori laici. În calitate de înalt funcționar imperial, acesta exercita vicariatul imperial fiind astfel reprezentantul regelui cu drepturi depline în absența sau la moartea acestuia. În jurul anului 1400 Palatinatul Rinului era unul dintre cele mai puternice principate din imperiu, importanța sa datorându-se locației geografice care aducea numeroase avantaje economice și politice imperiului. Taxele vamale aplicate pe Rin au fost baza veniturilor conților palatini care erau cei mai bogați principi ai imperiului. Alături de familiile Luxemburg și Habsburg, Wittelsbach a fost a treia dinastie care a asigurat averea imperiului în Evul Mediu târziu. 
Rupert a fost singurul fiu al lui Rupert al II-lea al Palatinatului și al soției sale, Beatrice de Sicilia (1326–1365). Despre tinerețea sa nu se cunosc detalii ci doar faptul că la 13 ani și-a pierdut mama și că a luat devreme parte la evenimente importante. Din 1378 Rupert apare în documente alături de fratele bunicului său, Rupert I, și de tatăl său, Rupert al II-lea, fiind astfel evidențiat devreme ca viitor succesor la cârmuirea Palatinatului. În iarna dintre anii 1385 și 1386 el este menținat ca participând la „Cruciadele prusace”.

### Destituirea regelui Venceslau
În 1376 împăratul Carol al IV-lea reușise să stabiliească ca succesor la tronul imperial pe fiul său Venceslau prin alegerea lui ca rege romano-german. Acesta a domnit după moartea tatălui său începând din 1378 și s-a concentrat în anii următori mai mult asupra regatului Boemiei. Ca urmare, el nu a fost prezent în celelalte zone ale imperiului și la dietele curții. Absența sa permanentă a avut ca urmare distanțarea politică față de principii electori renani (arhiepiscopii de Mainz, Köln și Trier și contele palatin al Rinului). De asemenea, Boemia cârmuită de Venceslau se afla în criză. El a fost capturat pe 8 mai 1394 de opoziția nobiliară boemă și ținut prizonier. Principii electori loiali și-au folosit puterea pentru eliberarea lui. Rupert în fruntea unei armate a plecat spre Boemia și a reușit să-l elibereze pe Venceslau. În loc să ofere principilor electori funcții importante, acesta l-a numit vicar imperial în 1396 pe fratele său vitreg, Sigismund, pentru o perioadă nedeterminată cu puteri egale cu cele ale regelui. Principii electori și-au considerat diminuat astfel rolul lor, iar Venceslau nu le-a oferit nici o compensație satisfăcătoare ceea ce i-a determinat să-și urmărească din ce în ce mai mult propriile interese. De asemenea, faptul că Venceslau nu participa la dietele imperiale a sporit nemulțumirea opoziției. În mai 1397 câțiva principi imperiali au mers la Frankfurt pentru o întâlnire care fusese convocată la inițiativa arhiepiscopilor de Köln, de Trier și a contelui palatin al Rinului.
Înaintea destituirii lui Venceslau și a alegerii care urma să aibe loc, acordul dintre principii electori renani a fost stabilit în scris în detaliu, cu alianțe și promisiuni de susținere. La discuțiile care au avut loc la Frankfurt, a existat o dispută cu privire la viitorul rege. Rudolf al III-lea, principele elector al Saxoniei, l-a propus pe cumnatul său, Frederic I de Brunswick-Wolfenbüttel, iar Ioan al II-lea, arhiepiscopul de Mainz, l-a propus pe Rupert. A urmat o ceartă și Frederic a părăsit adunarea. Pe 5 mai 1400 a fost ucis lângă Kleinenglis (la sud de Fritzlar) de contele Henric al VII-lea de Waldeck și adepții săi, Frederic de Hertingshausen și Conrad Kunzmann de Falkenberg. Motivul crimei poate fi căutat în conflictele privind Lüneburg dintre conții de Waldeck și Guelfi. A existat și suspiciunea că opoziția renană a folosit forța brută pentru a elimina principii care nu erau de acord cu planurile lor politice. Ca rege, Rupert s-a implicat personal în rezolvarea conflictului obligându-i în compensație pe ucigași să finanțeze un altar cu liturghie perpetuă în domul Sf. Petru din Fritzlar. Cu toate acestea, Rupert nu a avut succes în rolul său de pacificator, deoarece în vara anului 1402 conflictele armate între cele două părți au continuat.
Pe 10 august 1400 principii electori renani s-au întâlnit la Oberlahnstein unde îl invitaseră pe Venceslau încă din 4 iunie. Sprijinul de care Venceslau încă se bucura era foarte redus. În afară de câțiva conți, au fost acolo Frederic VI-lea de Nürnberg, Ștefan, fiul lui Rupert, și alți doi reprezentanți ai principilor imperiali. Nu au fost prezenți ducele Saxoniei și Jobst de Moravia, deținătorul votului electoral al Mărcii de Brandenburg. Principii electori de Mainz, Köln, Trier și al Palatinatului au așteptat în mod demonstrativ timp de zece zile venirea lui Venceslau și a principilor electori care ar fi putut întârzia. Pe 20 august 1400 ei l-au declarat pe Venceslau destituit din funcția sa regală deoarece era „inutil, leneș, nepăsător și deținător nedemn al imperiului” bazând această măsură pe responsabilitatea lor față de imperiu. Venceslau nu a recunoscut destituirea sa și a continuat să folosească titlul de „rege roman” și să folosească sigiliul său regal până la moarte.

### Domnie

#### Încoronarea ca rege

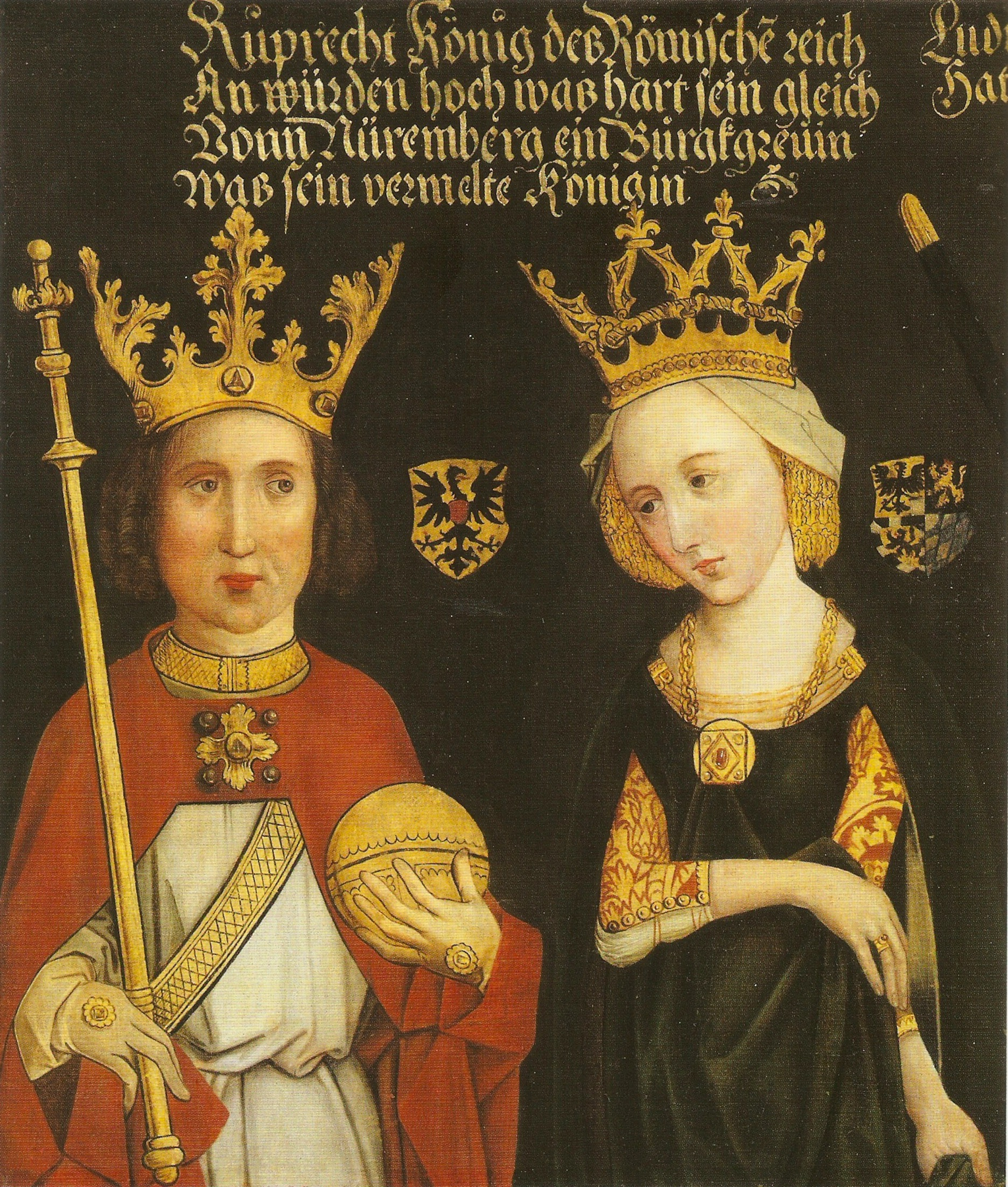
Rupert al III-lea și soția sa Elisabeta de Hohenzollern-Nürnberg cu însemnele regale (coroana, sceptrul și globul puterii, c. 1600, München, Colecțiile de pictură ale statului bavarez, 4478)

La o zi după ce principii electori l-au detronat pe Venceslau, Rupert, în vârstă de 48 de ani, a fost ales rege romano-german. El îi transferase propriul vot principelui de Mainz și promisese principilor renani că va abroga toate taxele impuse de Venceslau pe Rin și că nu va percepe nicio altă taxă fără acordul lor. De asemena, Rupert se obliga să se ocupe de problemele politice din teritoriile italiene ale imperiului și de menținerea păcii teritoriale urmând să aplice o politică independentă.

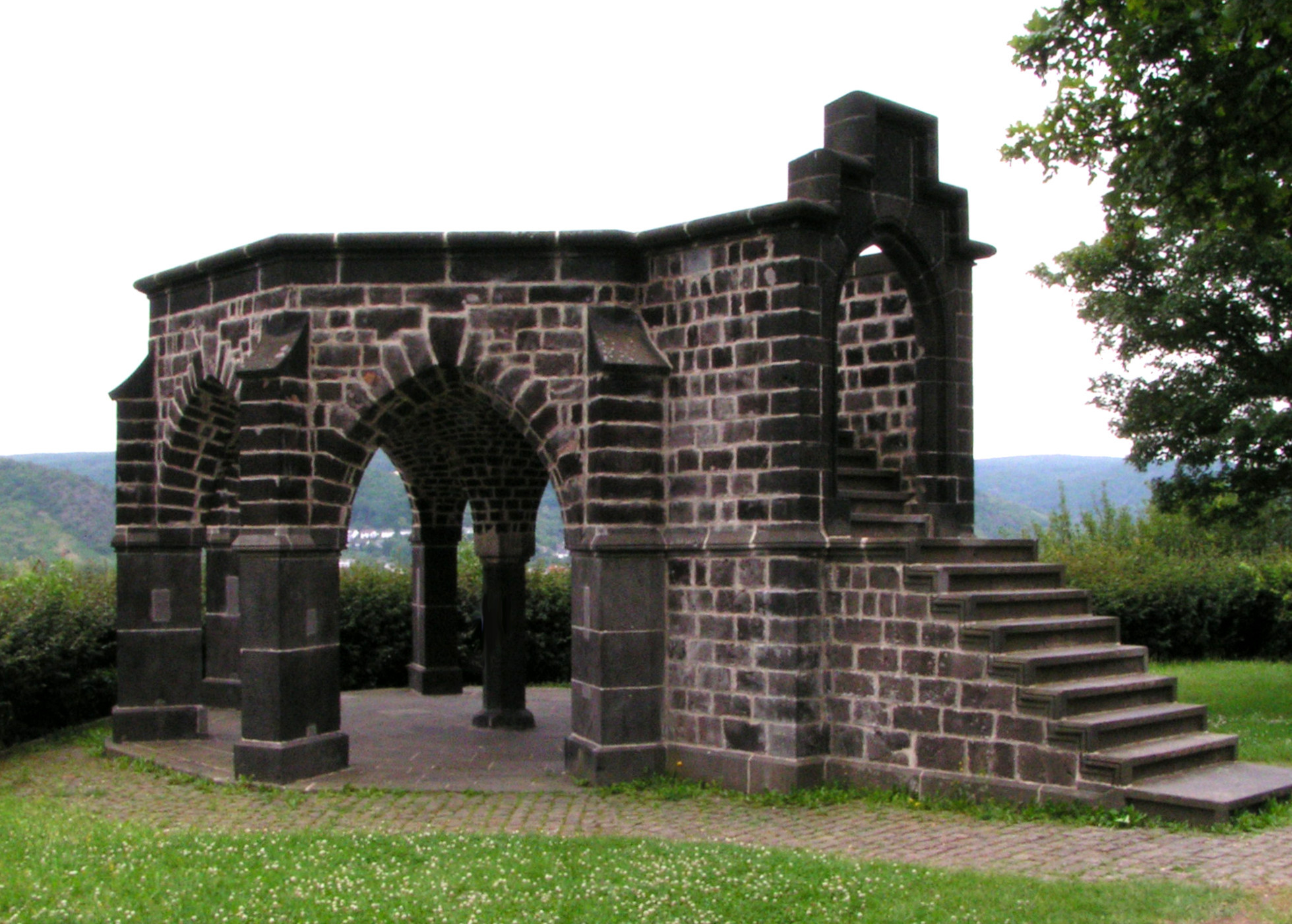
Tronul din Rhens - locul unde Rupert a fost ales rege romano-german pe 21 august 1400

Înscăunarea lui Rupert a avut loc pe tronul din Rhens, unde negocierile pentru alegerea regelui avuseseră loc deja de mai multe ori în trecut. Aachen, locul obișnuit pentru încoronare, a refuzat accesul lui Rupert în oraș. De asemenea, Frankfurt, locul tradițional pentru alegerea regelui, nu i-a permis lui Rupert intrarea pentru că cetățenii orașului nu au vrut să-și pună în pericol relațiile comerciale cu Boemia. Abia pe 26 octombrie, după ce regele așteptase mai bine de șase săptămâni într-o tabără lângă Frankfurt, i s-a permis intrarea în oraș. De atunci înainte Frankfurt a devenit una dintre reședințele temporare importante ale noului rege însă Aachen care avea relații apropiate de Franța, a păstrat distanța față de Rupert până în 1407.
Pe 6 ianuarie 1401 Rupert a fost încoronat la Köln de arhiepiscopul Frederic al III-lea de Saarwerden, dar fără însemnele regale pe care Venceslau nu era dispus să le predea, motiv pentru care Rupert a trebuit să se mulțumească doar cu o coroană plătită de el însuși. În vara anului 1401 Venceslau a intenționat să-l recunoască pe Rupert ca rege în schimbul păstrării coroanei regale a Boemiei, dar planul a eșuat datorită condițiilor impuse de Rupert, care a reușit să obțină recunoașterea în mai multe teritorii ale imperiului. Venceslau a continuat să conducă Boemia. Partea estică, inclusiv Saxonia și Brandenburg, nu s-au alăturat regelui.
La momentul alegerii lui Rupert, papa Bonifaciu al IX-lea a avut o atitudine reținută, acceptând planul principilor electori de a-l destitui pe Venceslau numai pentru a-și asigura lui însuși dreptul de a destitui un rege romano-german. Pe de altă parte nici puterea Casei de Luxemburg nu îi era tocmai indiferentă papei. În mod tactic, pentru a-l recunoaște ca rege, papa i-a pus lui Rupert condiții pe care acesta nu le putea accepta. Abia în octombrie 1403 alegerea lui Rupert a fost acceptată de papa Bonifaciu al IX-lea după ce acesta îi promisese că va urma ideile curiei romane în depășirea schismei.

#### Campania împotriva Boemiei (1401)
Acțiunile militare îndreptate împotriva lui Venceslau au cauzat costuri enorme fără să se ajungă la rezultatul urmărit. Ludovic, fiul lui Rupert, împreună cu nobilimea boemă rebelă s-a îndreptat împotriva lui Venceslau. După câteva mici victorii el a ajuns în fața zidurilor orașului Praga, dar nu a repurtat o victorie definitivă fiind în cele din urmă forțat să semneze la 20 iunie 1401 un armistițiu.

#### Campania în Regatul Italiei (1401–1402)
În primăvara anului 1401 Rupert a pregătit o campanie în Regatul Italiei pentru a fi încoronat la Roma ca împărat al Sfântului Imperiu Roman.

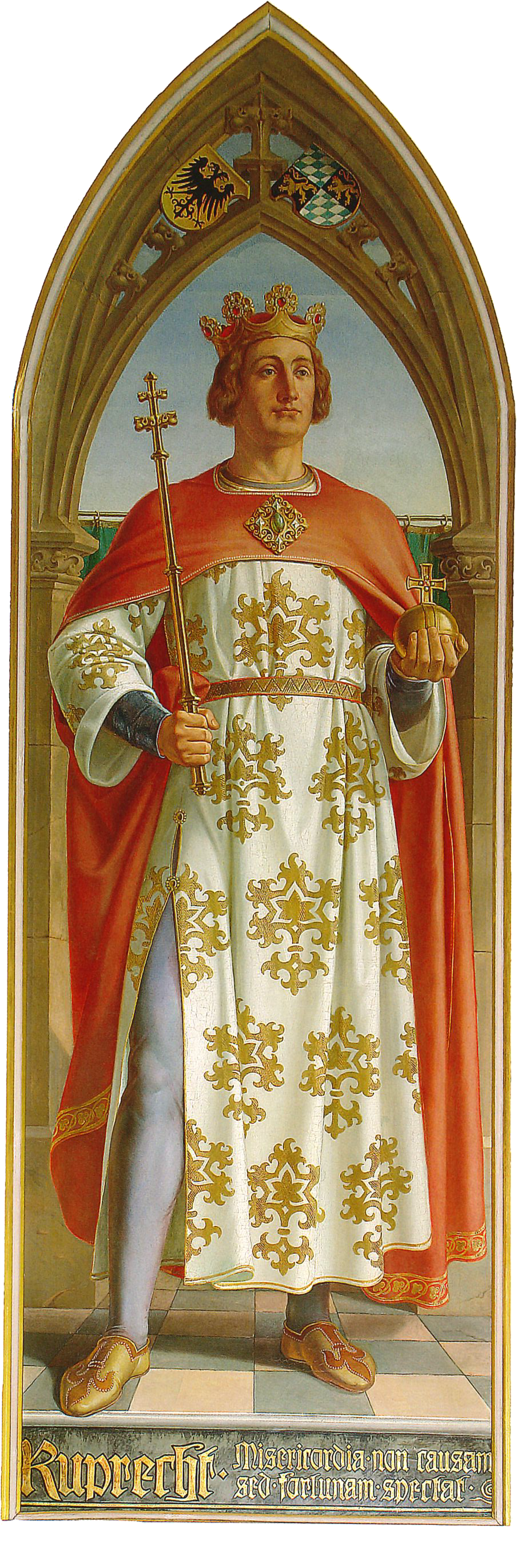
Rupert (Sala Regilor, primăria din Frankfurt, frescă de Karl Ballenberger)

Regatul Italiei, pentru care nu exista o formă centrală de organizare, se dezvoltase la sfârșitul secolului al XIII-lea și începutul secolului al XIV-lea aproape în afara influenței imperiale. Henric al VII-lea încercase să integreze această parte a imperiului, extrem de puternică din punct de vedere economic și financiar, dar nu reușise deoarece murise timpuriu (în 1313). Împărații Ludovic al IV-lea și Carol al IV-lea urmăriseră obiective mult mai modeste. Pentru regii romano-germani din Evul Mediu târziu, îndrăzneala de a se amesteca în situația complexă din Regatul Italiei (cu diferiții ei actori politici) atrăgea după sine riscul de a fi zdrobiți între facțiunile politice existente acolo. În același timp însă, implicarea în politica imperială a comunităților puternice din punct de vedere financiar, era în interesul imperiului. Dacă avea succes, Rupert putea dobândi onoare, reputație și prestigiu. 

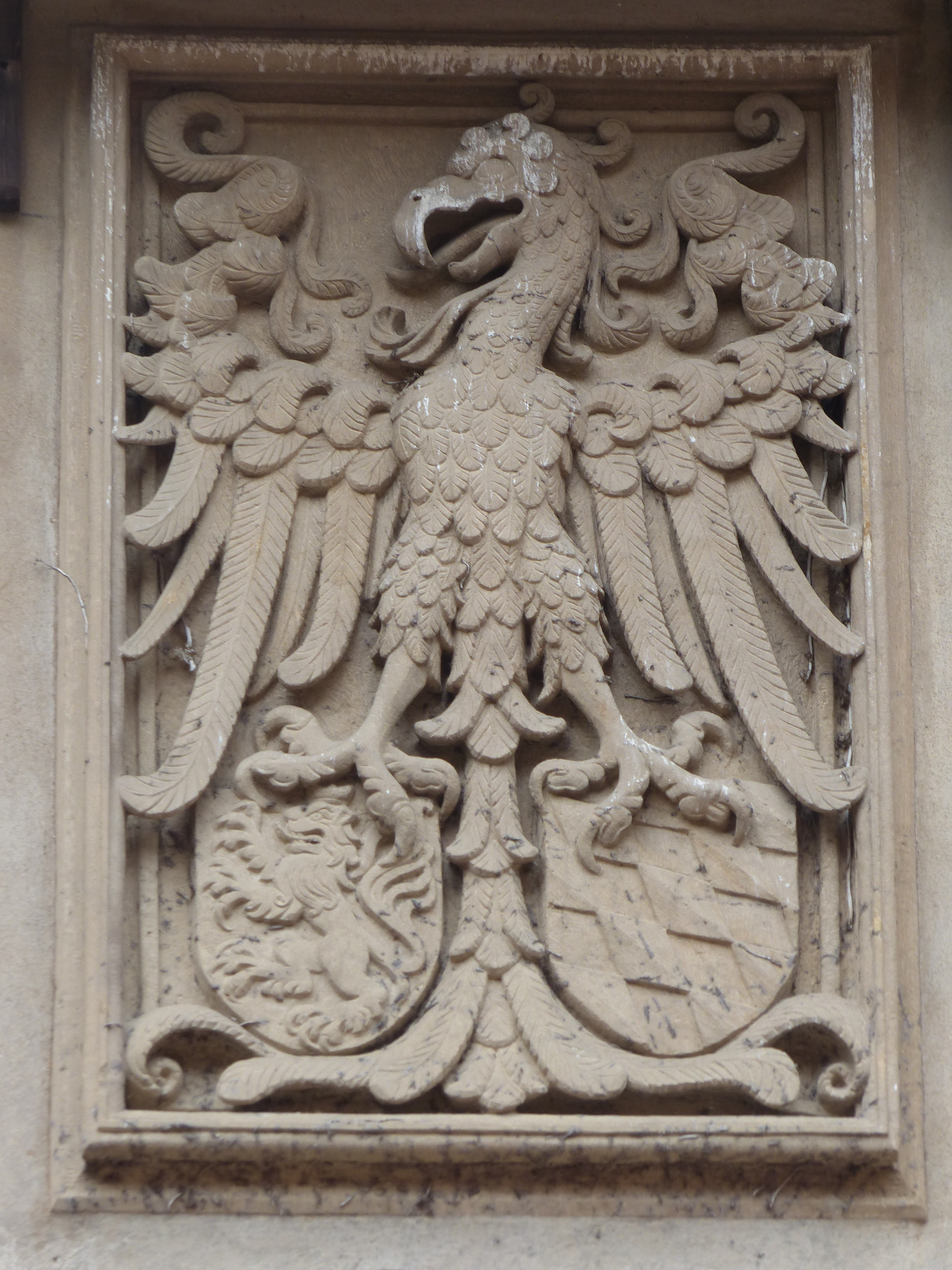
Stema regelui Rupert (Castelul Heidelberg)

Pe 1 august 1401 au fost emise documente care stabileau ce trebuia făcut în cazul în care Rupert nu ar fi supraviețuit acestei campanii. Principiul primogeniturii fusese deja stabilit în 1374 de Rupert I și confirmat de nepotul acestuia, Rupert, privind urmașii săi. Pe data de 9 septembrie 1401 Rupert l-a numit pe Ludovic, fiul cel mare la acel moment, reprezentantul al său în Palatinat. Patru zile mai târziu l-a numit și vicar imperial pe perioada călătoriei sale la Roma. Conform tradiției Rupert a considerat funcția de vicar imperial (în latină vacante imperio) doar ca o reprezentare temporară în perioada absenței sale din imperiu, cu puteri limitate care nu erau deloc echivalente cu cele ale unui rege.
Rupert nu avea însă suficiente resurse financiare proprii pentru această campanie, fiind dependent de capitalul german și de cel florentin. Contemporanii săi l-au poreclit „Condotierul Florenței”. Orașul Florența i-a pus la dispoziție 200 000 de guldeni și i-a promis, de asemenea, un credit cu aceeași valoare. Pe 8 septembrie 1401 Rupert a plecat din Augsburg spre Regatul Italiei. El nu a reușit să intre în orașul Verona, aflat sub puternica influență a orașului Milano, și ca urmare s-a îndreptat spre Brescia. Francisc I de Carrara, conducătorul orașului Padova, bun cunoscător al regiunii, a fost cel care prin intrervenția sa curajoasă l-a salvat pe Rupert când a pierdut bătălia pe 21 octombrie 1401.
Ducele Leopold al IV-lea al Austriei a fost luat prizonier, dar în mod inexplicabil, el a fost eliberat foarte repede și de aceea a fost bănuit de trădare. Astfel el a trebuit să părăsească armata lui Rupert. Trupele italiene s-au retras la Padova. La cererea florentinilor și a lui Francisc de Carrara, Rupert a rămas în teritoriul italian. El a plecat de la Padova la Veneția care l-a primit cu onoruri, dar nu i-a oferit niciun sprijin și și-a declarat neutralitatea. Negocierile purtate cu papa în vederea încoronării nu s-au încheiat cu vreun succes pentru Rupert. Vărul său, Ludovic al VII-lea de Bavaria-Ingolstadt, care se bucura de sprijinul tatălui său, Ștefan al III-lea al Bavariei, și al surorii sale Elisabeta, regina Franței, l-a susținut puternic pe Rupert. După iarna 1401–1402 petrecută la Padova auspiciile financiare și politice nu erau deloc mai bune pentru Rupert. De aceea în aprilie 1402 a decis să se retragă în imperiu la nord de Alpi după ce primise de la venețieni 4 000 de ducați pentru călătoria de întoarcere. Rupert a ajuns pe 2 mai la München. Acolo și-a impus autoritatea pentru încheierea conflictelor locale și instaurarea păcii teritoriale (Landfrieden). Modul energic și eficient în care Rupert a acționat l-a determinat pe papa Bonifaciu al IX-lea să-l accepte ca rege în octombrie 1403 într-un Consistoriu public.
Eșuarea campaniei din Regatul Italiei a fost o povară grea pentru cârmuirea lui Rupert care nu a renunțat până în 1406 la speranța de a fi încoronat de papă la Roma. Moartea lui Gian Galeazzo Visconti pe 3 septembrie 1402 nu i-a adus lui Rupert niciun avantaj. El nu s-a putut bucura de funcția de reglementare care revenea regilor romano-germani în Regatul Italiei. Ultimii care exercitaseră această funcție fuseseră regii din familia Hohenstaufen.

#### Reglementări în domeniul finanțelor
La începutul secolului al XIV-lea regele romano-german putea avea un venit regulat din imperiu de 100 000 de guldeni pe an. Ca principe elector, Rupert a fost unul dintre cei mai bogați prinți, dar ca rege s-a confruntat permanent cu probleme financiare. Probabil Rupert se putea baza doar pe o sumă de 17 500 de guldeni obținută de pe domeniile sale imperiale semnificativ micșorate. Împrumuturile erau singura sa cale de ieșire astfel încât, conform calculelor istoricului Peter Moraw, Rupert a împrumutat probabil o jumătate de milion de guldeni. Conform celor mai recente cercetări, această sumă reprezenta doar o mică parte a finanțelor regale. În perioada 1402–1405 Rupert a fost nevoit să aplice taxe pe propriile domenii moștenite pentru a stinge datoriile din campania italiană. Conform promisiunii făcute principilor electori renani înainte de am fi ales rege, el abolise taxele vamale în 1401. Planul său de reorganizare a taxelor nu a avut succes și pentru că le promisese principilor că nu va introduce nicio nouă taxă fără acordul lor. Nici planul elaborat de Rupert în 1404 pentru deschiderea unei monetării la Frankfurt, care urma să bată o nouă monedă, uniformă în imperiu, nu a putut fi realizat. În calitate de conducător al imperiului, eforturile sale de a oferi protecție evreilor au avut mai mult succes. Această protecție era de obicei plătită. În calitate de conte palatin, Rupert i-a expulzat pe evrei din Palatinatul Rinului, continuând politica antievreiască a tatălui său. Totuși, în calitate de rege romano-german, el avea dreptul să perceapă o taxă pentru protecția evreilor care reprezenta o sursă importantă de venit. Rupert a reorganizat plata a ceea ce se numea „pfenning-ul de aur” (Goldenen Opferpfennig) - o taxă care fusese introdusă de împăratul Ludovic al IV-lea Bavarezul (toți evreii cu vârsta de peste doisprezece ani trebuiau să plătească această taxă). În 1407 Rupert l-a numit pe Israel de Rothenburg mare maestru peste toți evreii din imperiu. Prin această numire el urmărea să obțină o imagine de ansamblu mai bună asupra comunităților evreiești larg răspândite din imperiu.

#### Proiecte de căsătorie
Un mijloc cheie de impunere și legitimare a puterii lui Rupert a fost politica privind căsătoriile, care în perioada de dinainte de 1400 și după 1410 s-a concentrat în primul rând pe interesele Palatinatului. Căsătoria sa cu contesa Elisabeta de Hohenzollern-Nürnberg din 1374 a fost încheiată în interesul viitoarei sale guvernări în Palatinatul Superior.
În 1392 căsătoria primului său fiu, Rupert Pipan, cu contesa Elisabeta de Sponheim, a fost încheiată datorită perspectivei de a moșteni posesiunile familiei Sponheim. Această căsătorie a rămas fără urmași, iar Pipan a murit în 1397.
Monarhia lui Rupert a extins foarte mult spațiul de acțiune în căutarea partenerilor de căsătorie potriviți, deoarece el putea deja să negocieze proiecte de căsătorie pe picior de egalitate cu dinastiile europene. La doar trei zile după încoronare, Rupert a reușit să obțină acceptul pentru căsătoria fiului său, Ludovic, cu o prințesă de la curtea regală engleză. Această căsătorie era de o mare importanță și pentru Casa de Lancaster deoarece regele Henric al IV-lea îl detronase pe controversatul Richard al II-lea în 1399, iar pata de ilegitimitate a cărmuirii sale nu se ștersese în totalitate. Pe 7 martie 1401 contractul de căsătorie a fost semnat la Londra. Ambele părți sperau să câștige prestigiu și să-și consolideze poziția regală la nivel european. Totuși, inițial nu s-a putut ajunge la un acord asupra modalităților de plată a zestrei miresei. La o altă întâlnire pe 16 august 1401 la Dordrecht, a fost convenită plata în trei etape a sumei de 40 000 de „nobili” (monede englezești) până cel târziu în 1404. Astfel, pe 6 iulie 1402 a avut loc la Köln căsătoria dintre Ludovic, fiul cel mare al lui Rupert, și Blanca de Lancaster, fiica cea mare a lui Henric al IV-lea al Angliei. Deoarece Blanca a murit în 1409 la vârsta de 17 ani, căsătoria a rămas fără consecințe efective o lungă perioadă de timp.
Căsătoria plănuită între fiica lui Rupert, Elisabeta, și ducele Frederic al IV-lea de Habsburg, a avut loc pe 24 decembrie 1407 la Innsbruck. Prin legătura creată astfel cu familia de Habsburg, Rupert a câștigat un aliat important în teritoriile din sudul și sud-estul imperiului.
O altă căsătorie a fost încheiată de asemenea în 1407: Ioan, fiul lui Rupert, cu Caterina, sora lui Eric de Pomerania, regele Uniunii de la Kalmar. Rupert a vrut probabil să continue politica foarte activă a împăratului Carol al IV-lea în regiunea baltică, subliniind-și astfel preeminența regală. A fost ultimul plan de căsătorie realizat în timpul domniei lui Rupert. Celelalte planuri de legătură prin căsătorie cu casele de Aragon, Savoia, Visconti și Luxemburg nu s-au concretizat.

### Mănăstirea și universitatea din Heidelberg
Rupert a susținut financiar Universitatea din Heidelberg. Fondată în 1386 aceasta a fost cea de-a treia universitate fondată în imperiu după Praga și Viena. Rupert a fondat Mănăstirea „Sf. Duh” (Heiliggeiststift) din Heidelberg în scopul de a oferi sprijin material personalului didactic al universității. Planul de a face din biserica Mănăstirii „Sf. Duh” o biserică colegială a fost menționat pentru prima dată într-o bulă papală din 1403 emisă de Bonifaciu al IX-lea. Acțiunile regelui Rupert în domeniul religios au fost motivate de interesul său pentru mântuirea sufletului, creșterea numărului de slujbe religioase și consolidarea universității. Înființarea fundației colegiale nu a fost complet finalizată până în 1418 din cauza fondurilor limitate provenite din donații și a morții lui Rupert.
Mănăstirea „Sf. Duh” (Heiliggeiststift) din Heidelberg a fost și noul loc de înmormântare dinastic fondat de Rupert (Capella regia - capela regală), adecvat rangului său regal. Aproape toți succesorii lui Rupert și-au găsit aici ultimul loc de odihnă până în 1686.

### Ultimii ani

#### Liga Marbach
Pe 14 septembrie 1405 margraful Bernhard de Baden, contele Eberhard al III-lea de Württemberg, orașul Strasbourg și 17 alte orașe șvabe s-au unit și au format „Liga Marbach” - o alianță împotriva lui Rupert, condusă de Ioan al II-lea, arhiepiscopul de Mainz. Deși cei prezenți au evitat să se exprime deschis împotriva lui Rupert, alianța se opunea măsurilor luate de el pentru instituirea păcii locale și imperiale. Între motivele celor implicați se numărau: teama orașelor de instituirea unor noi taxe pentru acoperirea cheltuielilor lui Rupert și rivalitatea teritorială dintre Arhiepiscopia de Mainz și Palatinatul Rinului. Rupert a evitat însă o confruntare deschisă cu Liga Marbach și s-a bazat pe propagandă: doar regele putea asigura pacea.
Punctul culminant al conflictului cu Liga Marbach reflectă și criza regatului. Arhiepiscopul de Köln, Frederic al III-lea de Saarwerden, a acționat ca mediator în acest conflict. În 1407 s-a ajuns la o înțelegere. Pe 27 februarie 1407 la Hemsbach, Rupert și Ioan al II-lea s-au asigurat reciproc că nici unul dintre ei nu vor mai intra vreo alianță fără știrea și acordul prealabil al celuilalt. În schimb arhiepiscopul de Mainz nu a vrut să prelungească Liga Marbach dincolo de 1411, mai ales că pe 5 aprilie 1408 Rupert încheiase și el o alianță cu orașul Strasbourg și alte orașe imperiale alsaciene cărora li se alăturase ulterior landgraful Herman de Hessa.

#### Conciliul de la Pisa (1409)
Din 1378 Schisma apuseană împărțise biserica romano-catolică în două grupări: una supusă papei de la Roma, iar cealaltă supusă papei din Avignon. Anglia se supunea celui dintâi în timp ce Franța se supunea celui de-al doilea. Rupert a acceptat întotdeauna autoritatea papei de la Roma. Toate inițiativele sale de până atunci în problema bisericii rămăseseră fără succes.
După ce, la dieta din Frankfurt în ianuarie 1409, Curia romană prezentase intențiile papalității, Rupert a cerut unor învățați aduși de el la universitatea din Heidelberg, Nikolaus Bovin și pe Mathäus din Cracovia, să-i expună punctul de vedere în Conciliul de la Pisa.

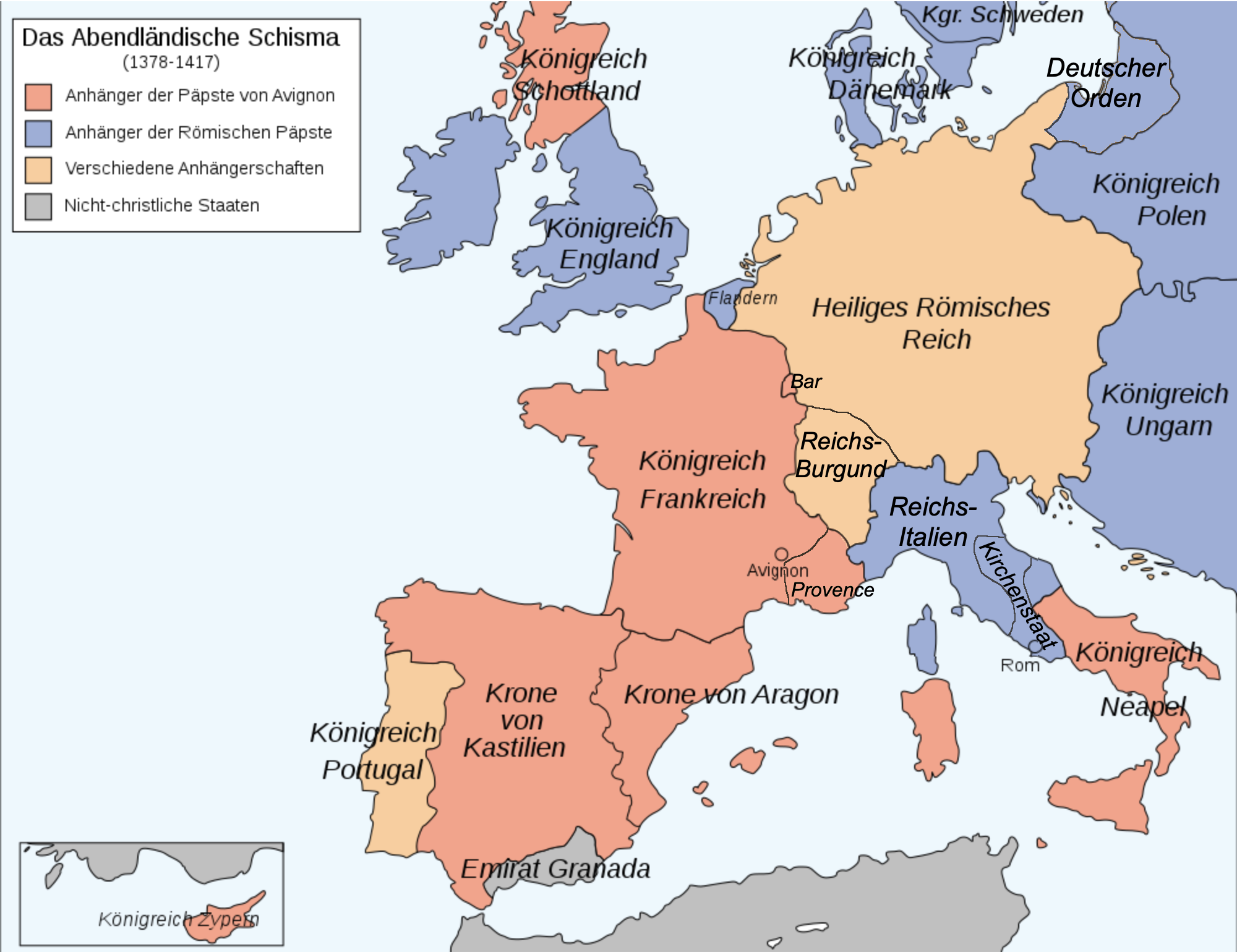
Schisma Apuseană

În așa-numitele „Heidelberger Postilles” Rupert s-a pronunțat împotriva autorității decizionale a acestui Conciliu care fusese convocat în iunie 1408 de cardinalii din Avignon și Livorno în încercarea de a pune capăt schismei. Cardinalii și-au bazat acțiunea pe teoria profesorilor parizieni Gesson și d'Ailly conform căreia între apostoli (=cardinali) și Petru (=papa) exista o egalitate considerându-se îndreptățiți să convoace conciliu. De asemenea, conform acestei teorii, papa era subordonat conciliului general.
Rupert se temea că întâlnirea s-ar fi putut afla sub influența franceză.
Conciliul de la Pisa a început pe 25 martie 1409 cu aproximativ 500 de participanți. Trimișii lui Rupert au citit „Apelul de la Heidelberg”, datat 23 martie 1409, care declara nule toate rezoluțiile Conciliului. Rupert considera convocarea unui conciliul de către cardinali ca fiind ilegală. Este posibil ca ideea că regele era cel care avea dreptul și trebuia să convoace conciliul, să fi stat în spatele atitudinii critice a lui Rupert. Totuși, această intervenție nu a împiedicat continuarea conciliului care l-a ales în final pe cardinalul Peter Philargi ca papă sub numele Alexandru al V-lea. Venceslau l-a recunoscut pe noul papă sperând că va putea reveni pe tronul imperial. Ioan al II-lea, arhiepiscopul de Mainz, care fusese numit legat papal, a acționat pentru destituirea lui Rupert. Ca răspuns la toate acestea Rupert a reușit să reactiveze Liga Marbach în scopul de a împiedica aplicarea deciziilor Conciliului de la Pisa.
Benedict al XIII-lea, papa din Avignon, și Grigore al XII-lea, papa de la Roma au fost declarați destituiți de conciliu, însă aceștia nu au recunoscut actul de destituire. Benedict al XIII-lea a fost susținut în principal de Coroana Aragonului, Regatul Castiliei și León, iar papa Grigore al XII-lea, de regele Ladislau de Neapole, regele Rupert și de unii dintre prinții germani.
Papa Grigore al XII-lea i-a împuternicit pe Rupert și pe Ladislaus de Neapole să negocieze încheierea schismei bisericii catolice și le-a dat acestora dreptul ca, la nevoie, să stabilească împreună cu adversarii convocarea unui conciliu general. Aceasta a reprezentat într-adevăr un succes remarcabil repurtat de Rupert în problema Schismei apusene.
Conciliul de la Pisa nu a realizat unificarea bisericii catolice sub un lider recunoscut universal, ci a produs un al treilea pretendent la funcția papală.

### Căsătorie și descendenți
Rupert s-a căsătorit pe 27 iunie 1374 în Amberg cu Elisabeta de Hohenzollern-Nürnberg, fiica lui Frederic al V-lea de Nürnberg și a Elisabetei de Meissen. Din căsătoria lor au rezultat șase fii și trei fiice:
- Rupert Pipan (n. 1375 – d. 1397), logodit în 1379 la vârsta de trei ani cu Caterina, fiica lui Carol al V-lea, regele Franței, dar căsătorit în 1392 cu Elisabeta de Sponheim;
- Frederic (n.c. 1377 – d. înainte de 1401);
- Ludovic al III-lea (n. 1378 – d. 1436), căsătorit în 1401 cu Blanca, fiica regelui Henric al IV-lea al Angliei, și în 1417 cu Matilda, fiica ducelui Amadeus de Savoia;
- Ioan (n.c. 1383 – d. 1443) căsătorit în 1407 cu Caterina, fiica ducelui Vratislav al VII-lea de Pomerania, și în 1428 cu Beatrice, fiica ducelui Ernest de Bavaria-München;
- Ștefan (n. 1385 – d. 1459), căsătorit în 1410 cu Anna, fiică a contelui Frederic al III-lea de Veldenz;
- Otto (n. 1387 – d. 1461), căsătorit în 1430 cu Ioana, fiica ducelui Henric al XVI-lea al Bavariei;
- Margareta (n. 1376 – d. 1434), căsătorită în 1393 cu Carol al II-lea (1364–1431), supranumit „cel Curajos”, ducele Lorenei;
- Agnes (n. 1379 – d. 1401), căsătorită în 1400 cu contele Adolf I de Kleve;
- Elisabeta (n.c. 1381 – d. 1409), căsătorită în 1407 cu Frederic al IV-lea de Habsburg, ducele Austriei.

Succesiunea dinastică a fost astfel bine asigurată, însă un număr atât de mare de succesori punea în pericol unitatea teritorială a Palatinatului. Prin urmare, Rupert al II-lea, împreună cu fiul său Rupert al III-lea, au confirmat în 1392 principiul primogeniturii (stabilit deja în 1374 de Rupert I) prin care doar cel mai mare dintre fii urma să preia cârmuirea Palatinatului. Ceilalți fii primeau doar un apanaj sau erau destinați carierei ecleziastice. Toate acestea au fost stabilite prin „Constituția lui Rupert” din 13 iulie 1395 care totuși nu a fost pusă în aplicare. Actul a rămas incomplet, sigilat și fără forță juridică. Fiii lui Rupert al II-lea, la care se referea documentul, au murit înainte de a fi necesară aplicarea prevederilor acestei constituții. După moartea tatălui său, Rupert al III-lea i-a succedat acestuia pe 6 ianuarie 1398 la vârsta de aproape 46 de ani.

### Moarte și succesiune

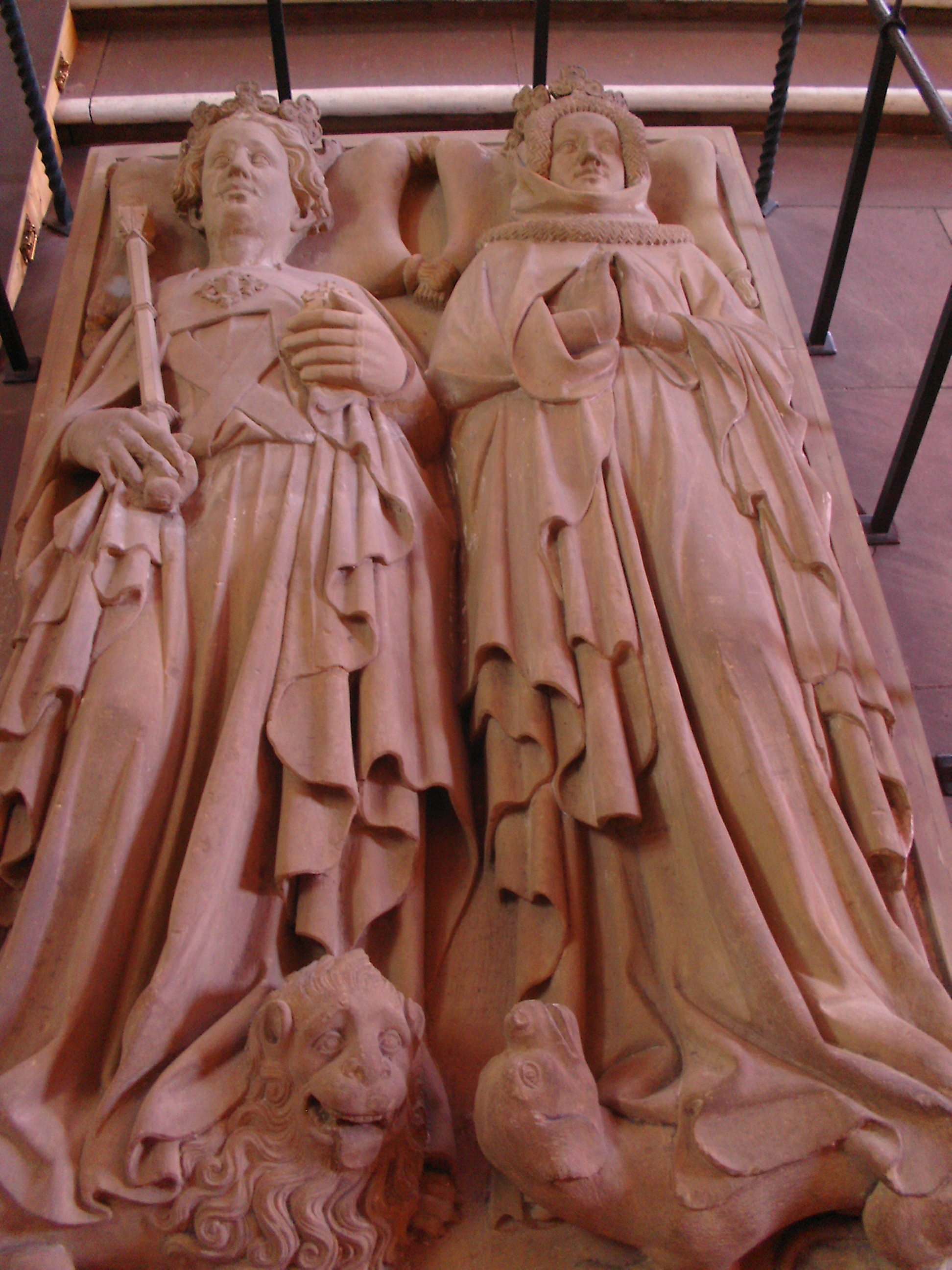
Monumentul funerar al regelui Rupert și al soției sale Elisabeta de Hohenzollern (în Heiliggeistkirche, Heidelberg)

Câteva luni înainte ca Rupert să moară, Ioan al II-lea, arhiepiscopul de Mainz, și-a intensificat eforturile pentru a-l detrona. Rupert avea nevoie disperată de sprijin, ceea ce dovedește prezența sa la Marburg în martie 1410, la Heidelberg din martie până în aprilie, la Nürnberg în aprilie, apoi din nou la Heidelberg și în mai la Oppenheim.
Cu puțin timp înainte de moartea sa, el a cerut să-i fie vândută coroana pentru a-și plăti datoriile unor creditori: un farmacist, un fierar, un cizmar, un pictor și altor „bieți oameni”. Secolul al XV-lea este secolul istoriei imperiale medievale în care au fost gajate cele mai multe coroane.
Pe 18 mai 1410 Rupert a murit la vârsta de 58 de ani în castelul Landskron, lângă Oppenheim. Soția sa a murit un an mai târziu. La înmormântare nu au participat principii electorii și nici prinți imperiali importanți ci au fost prezenți doar câțiva înalți demnitari, fiii regelui și arhiepiscopul de Riga. Așa cum rezultă din documente, ceremonii funerare au avut loc în orașele imperiale Nürnberg, Frankfurt și Nördlingen. Pe 9 iunie a avut loc înmormântarea în biserica din Heidelberg încă neterminată a mănăstirii Heiliggeiststift, fondată de el. Soția sa a fost înmormântată lângă el. Placa mormântului lor, restaurată de mai multe ori, a supraviețuit distrugerii orașului și jefuirii mormintelor principilor electori din biserică în timpul Războiului de succesiune al Palatinatului, în 1693.
Rupert I și Rupert al II-lea, predecesorii lui Rupert, nu avuseseră ocazia efectivă de a pune în practică principiul primogeniturii în succesiunea la guvernare prin care se evita împărțirea posesiunilor Palatinatului.
Spre deosebire de aceștia, Rupert a hotărât ca teritoriul și guvernarea Palatinatului să fie împărțite între cei patru fii ai săi. Împărțirea Palatinatului (cu excepția părții inalienabile, numită Kurpräzipuum, care cuprindea orașul Heidelberg și împrejurimile lui, Alzey, Neustadt și Amberg) urma să fie făcută de o comisie formată în acest scop din șapte consilieri, oamenii săi de încredere. În ciuda împărțirii, teritoriul Palatinatului era în 1410 mai mare decât în 1395. Cu două zile înainte de moartea sa, Rupert l-a asigurat pe fiul său Ludovic că va moșteni nucleul inalienabil al Palatinatului, care era indivizibil conform prevederilor Bulei de Aur. Fiii mai mici ai lui Rupert, Ioan, Ștefan și Otto, au primit fiecare câte o posesiune independentă și anume: Palatinatul Neumarkt, Palatinatul Simmern-Zweibrücken și Palatinatul Mosbach. În comparație cu „Constituția lui Rupert” emisă în 1395 de Rupert al II-lea, în ordinea moștenirii din 1410 revendicările de rang ale fraților mai mici au fost luate în considerare într-o măsură mult mai mare.
Punctul de vedere contemporan este că divizarea nu a fost deloc atât de negativă pe cât a considerat-o anterior istoriografia: divizarea Palatinatului a evitat disputele dinastice interne. Pe termen lung, împărțirea posesiunii a garantat supraviețuirea Casei de Wittelsbach. Toți membrii familiei Wittelsbach în viață astăzi sunt descendenți ai regelui Rupert.